# CSI: Cyber helyszínelők
A Cyber helyszínelők (CSI: Cyber) amerikai televíziós sorozat, mely a népszerű CBS-sorozat a CSI: A helyszínelők harmadik spin-offja. A sorozatban az FBI egy különleges egységének mindennapjaival ismerkedhetünk meg, akiknek a feladata az Észak-Amerikában történő kiberbűnözés felderítése. Avery Ryan (Patricia Arquette) viselkedéselemző hozta létre az FBI kiberbűnözéssel foglalkozó egységét. Ő vezeti a „Hack-for-good”-programba bekerült kiberbűnözők csapatát, akik a börtönbüntetés helyett neki dolgozhatnak.
A Cyber helyszínelők a CSI első olyan spin-off sorozata, amelynek nő a főszereplője. A főszereplő karaktere egy valós személyen alapszik, Mary Aiken kiberpszichológuson.

## Szereplők
| Szereplő       | Színész                | Magyar hang        |
| -------------- | ---------------------- | ------------------ |
| Avery Ryan     | Patricia Arquette      | Orosz Anna         |
| Elijah Mundo   | James Van Der Beek     | Széles Tamás       |
| Simon Sifter   | Peter MacNicol (2015)  | Kerekes József     |
| Brody Nelson   | Shad Moss              | Fehér Tibor        |
| Raven Ramirez  | Hayley Kiyoko          | Bogdányi Titanilla |
| Daniel Krumitz | Charley Koontz         | Szvetlov Balázs    |
| D.B. Russell   | Ted Danson (2015-2016) | Jakab Csaba        |

## Epizódok
| Évad | Évad | Epizódok | Eredeti sugárzás | Eredeti sugárzás  | Eredeti adó | Magyar sugárzás   | Magyar sugárzás  | Magyar adó |
| Évad | Évad | Epizódok | Évadpremier      | Évadfinálé        | Eredeti adó | Évadpremier       | Évadfinálé       | Magyar adó |
| ---- | ---- | -------- | ---------------- | ----------------- | ----------- | ----------------- | ---------------- | ---------- |
|      | 1.   | 13       | 2015. március 4. | 2015. május 13.   | CBS         | 2015. december 2. | 2016. január 20. | AXN        |
|      | 2.   | 18       | 2015. október 4. | 2016. március 13. | CBS         | 2016. december 7. | 2017. március 8. | AXN        |

### Pilot –CSI: A helyszínelők
| Sor. | Év. | Cím           | Rendező        | Író                                                | Premier                              | Nézettség   |
| ---- | --- | ------------- | -------------- | -------------------------------------------------- | ------------------------------------ | ----------- |
| 316. | 21. | Cicus (Kitty) | Eagle Egilsson | Anthony E. Zuiker & Ann Donahue & Carol Mendelsohn | 2014. április 3. 2014. augusztus 10. | 9,95 millió |

### 1. évad (2015)
| Sor. | Év. | Cím                                  | Rendező          | Író                                                                                             | Premier                              | Nézettség    | Gyártási szám |
| ---- | --- | ------------------------------------ | ---------------- | ----------------------------------------------------------------------------------------------- | ------------------------------------ | ------------ | ------------- |
| 1.   | 1.  | Babafigyelő (Kidnapping 2.0)         | Eagle Egilsson   | Carol Mendelsohn & Ann Donahue & Anthony E. Zuiker                                              | 2015. március 4. 2015. december 2.   | 10,46 millió | 101           |
| 2.   | 2.  | Karambol (CMND:\Crash)               | Jeff Thomas      | Pam Veasey & Craig O'Neill                                                                      | 2015. március 11. 2015. december 2.  | 9,71 millió  | 102           |
| 3.   | 3.  | Szellem kocsi (Killer En Route)      | Richard J. Lewis | Történet: Matt Whitney & Michael Brandon Guercio Tévéjáték: Kate Sargeant Curtis & Thomas Hoppe | 2015. március 18. 2015. december 9.  | 7,96 millió  | 103           |
| 4.   | 4.  | Tűzgyújtók (Fire Code)               | Howard Deutch    | Matt Whitney                                                                                    | 2015. március 25. 2015. december 9.  | 8,16 millió  | 104           |
| 5.   | 5.  | Függőség (Crowd Sourced)             | Eriq La Salle    | Craig O'Neill                                                                                   | 2015. április 8. 2015. december 16.  | 8,25 millió  | 105           |
| 6.   | 6.  | Pók hajsza (The Evil Twin)           | Rob Bailey       | Pam Veasey                                                                                      | 2015. április 15. 2015. december 16. | 8,12 millió  | 106           |
| 7.   | 7.  | A szavak súlya (URL, Interrupted)    | Kate Dennis      | Kate Sargeant Curtis                                                                            | 2015. április 21. 2015. december 23. | 8,42 millió  | 107           |
| 8.   | 8.  | Hárem (Selfie 2.0)                   | Eagle Egilsson   | Anthony E. Zuiker                                                                               | 2015. április 22. 2015. december 23. | 8,27 millió  | 108           |
| 9.   | 9.  | Fehér bálna (L0m1s)                  | Nathan Hope      | Michael Brandon Guercio                                                                         | 2015. április 29. 2016. január 6.    | 7,23 millió  | 109           |
| 10.  | 10. | Egészség (Click Your Poison)         | Dermott Downs    | Denise Hahn                                                                                     | 2015. május 6. 2016. január 6.       | 7,33 millió  | 110           |
| 11.  | 11. | Fegyver kufár (Ghost in the Machine) | Alex Zakrzewski  | Richard Catalani & Carly Soteras                                                                | 2015. május 6. 2016. január 13.      | 8,66 millió  | 111           |
| 12.  | 12. | Fejvadászok (Bit by Bit)             | Aaron Lipstadt   | Thomas Hoppe                                                                                    | 2015. május 13. 2016. január 13.     | 6,68 millió  | 112           |
| 13.  | 13. | A múlt árnyai (Family Secrets)       | Anton Cropper    | Craig O'Neill & Pam Veasey & Matt Whitney                                                       | 2015. május 13. 2016. január 20.     | 6,68 millió  | 113           |

### 2. évad (2015–2016)
| Sor. | Év. | Cím                                          | Rendező             | Író                                                                                               | Premier                              | Nézettség   | Gyártási szám |
| ---- | --- | -------------------------------------------- | ------------------- | ------------------------------------------------------------------------------------------------- | ------------------------------------ | ----------- | ------------- |
| 14.  | 1.  | Why-Fi (Why-Fi)                              | Alec Smight         | Pam Veasey                                                                                        | 2015. október 4. 2016. december 7.   | 6,79 millió | 201           |
| 15.  | 2.  | Szív küldi szívnek (Heart Me)                | Matt Earl Beesley   | Kate Sargeant Curtis                                                                              | 2015. október 11. 2016. december 14. | 6,20 millió | 202           |
| 16.  | 3.  | Kék szem, barna szem (Brown Eyes, Blue Eyes) | Alec Smight         | Devon Greggory                                                                                    | 2015. október 18. 2016. december 21. | 5,21 millió | 203           |
| 17.  | 4.  | A vörös banya (Red Crone)                    | Brad Tanenbaum      | Denise Hahn                                                                                       | 2015. október 25. 2017. január 4.    | 6,54 millió | 204           |
| 18.  | 5.  | Vészkapcsoló (Hack E.R.)                     | Eriq La Salle       | Michael Brandon Guercio                                                                           | 2015. november 1. 2017. január 11.   | 5,44 millió | 205           |
| 19.  | 6.  | Karamból (Gone in 6 Seconds)                 | Allan Arkush        | Matt Whitney                                                                                      | 2015. november 8. 2017. január 18.   | 5,65 millió | 206           |
| 20.  | 7.  | Hátsó ablak (Corrupted Memory)               | Jerry Levine        | Történet: Andrew Karlsruher Tévéjáték: Craig O'Neill & Pam Veasey                                 | 2015. november 15. 2017. január 25.  | 5,75 millió | 207           |
| 21.  | 8.  | Lecsap a kígyó (Python)                      | Janice Cooke        | Craig O'Neill                                                                                     | 2015. november 22. 2017. február 1.  | 6,30 millió | 208           |
| 22.  | 9.  | Őrangyal (iWitness)                          | Paul Holahan        | Carly Soteras                                                                                     | 2015. december 13. 2017. február 1.  | 5,93 millió | 209           |
| 23.  | 10. | Pénzeső (Shades of Grey)                     | Louis Shaw Milito   | Kate Sargeant Curtis & Michael Brandon Guercio                                                    | 2015. december 20. 2017. február 8.  | 6,18 millió | 210           |
| 24.  | 11. | Fantomgépek (404: Flight Not Found)          | Skipp Sudduth       | Thomas Hoppe                                                                                      | 2016. január 10. 2017. február 8.    | 6,49 millió | 211           |
| 25.  | 12. | A félelem hangjai (Going Viral)              | Maja Vrvilo         | Történet: Pam Veasey Tévéjáték: Denise Hahn & Pam Veasey                                          | 2016. január 31. 2017. február 15.   | 6,82 millió | 212           |
| 26.  | 13. | Digitális gyilkos (The Walking Dead)         | Frederick E.O. Toye | Andrew Karlsruher & Scotty McKnight & Craig O'Neill                                               | 2016. február 14. 2017. február 15.  | 6,31 millió | 213           |
| 27.  | 14. | Futópánt (Fit-and-Run)                       | Jeff Thomas         | Történet: Andrew Karlsruher & Scotty McKnight Tévéjáték: Devon Greggory & Michael Brandon Guercio | 2016. február 21. 2017. február 22.  | 6,69 millió | 214           |
| 28.  | 15. | Piton visszavág (Python's Revenge)           | Vikki Williams      | Devon Greggory                                                                                    | 2016. március 2. 2017. február 22.   | 6,61 millió | 215           |
| 29.  | 16. | Az öt főbűn (5 Deadly Sins)                  | Rob Bailey          | Matt Whitney                                                                                      | 2016. március 6. 2017. március 1.    | 5,72 millió | 216           |
| 30.  | 17. | Villám osztag (Flash Squad)                  | Howard Deutch       | Scotty McKnight                                                                                   | 2016. március 9. 2017. március 1.    | 5,94 millió | 217           |
| 31.  | 18. | Mágus és visszhang (Legacy)                  | Eriq La Salle       | Pam Veasey                                                                                        | 2016. március 13. 2017. március 8.   | 6,32 millió | 218           |